# Ригас, Элена
«Элена Мёллер Ригас» (дат. Elena Møller Rigas; род. 29 января 1996 года, Альбертслунн, Дания) — датская конькобежка, серебряная призёр Кубка мира по конькобежному спорту сезона 2017/2018 года. Участница зимних Олимпийских игр 2018 года.

## Биография
Элена Мёллер Ригас родилась в коммуне Альбертслунн, Столичная область Дании. Впервые на коньки стала в 2000 году. Выбор этого вида спорта был обусловлен влиянием семьи: её двоюродный брат — тренер национальной сборной, её мать — член правления Союза конькобежцев Дании, её бабушка — тренер в клубе для роллеров. Профессионально тренируется на базе клуба «HLF72». Тренируется под руководством Йеспера Карлсона (дат. Jesper Carlson).

### Спортивная карьера
Единственная на данный момент медаль в активе Ригас была выиграна во время III-го этапа Кубка мира по конькобежному спорту сезона 2017/2018 года, что проходил в канадском городе — Калгари. 3 декабря 2017 года в женском масс-старте с результатом 8:39.43 она заняла второе место, уступив первенство немецкой спортсменке (Клаудия Пехштайн — 8:38,89, 1-е место) обогнав при этом японку (Нана Такаги — 8:39,65, 3-е место).
На зимних Олимпийских играх 2018 Ригас была заявлена для участия в масс-старте. 24 февраля в полуфинальном забеге масс-старта она финишировал с результатом 8:54.39 и таким образом завершила борьбу за медали. В общем итоге он заняла 20-е место. Ригас было доверено нести флаг страны на церемонии открытия Олимпийских игр. Это стало возможным ввиду её успешного выступления на Кубке мира по конькобежному спорту сезона 2017/2018 года, когда она стала первым датским конькобежцем выигравшим медаль этого соревнования.